# موزه هنرهای معاصر اهواز
موزه هنرهای معاصر اهواز در دو طبقه و با پنج گالری در سال ۱۳۸۸ افتتاح شد. گنجینه این موزه ۷۰ اثر دارد که ۶۰ اثر آن متعلق به هنرمندان استان خوزستان و ۱۰ اثر متعلق به هنرمندان دیگر استان‌های کشور است. در این موزه همایش، کارگروه‌ها، دوره‌های آموزشی هنری مختلف و سمینارهای هنری برگزار می‌شود. در مواردی هم از گالری‌های آن به عنوان نمایشگاه انفرادی هنرمندان مختلف استفاده می‌شود.